# 여자의 비밀
《여자의 비밀》은 2016년 6월 27일부터 2016년 11월 25일까지 방영된 KBS 2TV 저녁일일드라마 작품이다.

## 기획 의도
5년 전 아버지의 복수와 5년 동안 빼앗긴 아이를 되찾기 위해, 백조처럼 순수했던 여자가 흑조처럼 강인하게 변해가는 이야기

## 등장인물

### 주요 인물
- 소이현 : 강지유 역 - 경익과 현숙의 딸. 지찬의 누나. 마음의 생모. 강우의 연인. 강우의 아내. 만호의 며느리.
- 오민석 : 유강우 역 (아역 : 유준서) - 미희와 만호의 아들. 선호의 이복형. 모성그룹 본부장. 장미의 동생. 지유의 연인. 지유의 남펀. 경익과 현숙의 사위. 마음의 아빠. 일구의 처남. 지찬의 매형. 미래의 삼촌
- 김윤서 : 채서린 / 홍순복 역 - 복자의 딸. 마음의 양모.
- 정헌 : 민선호 → 유선호 역 - 애선과 만호의 친아들. 강우와 장미의 이복동생.

### 강지유의 주변인물
- 이선구 : 오동수 역
- 권화운 : 강지찬 역 - 경익과 현숙의 아들. 지유의 동생. 마음의 삼촌. 강우의 처남

### 유강우의 주변인물
- 송기윤 : 유만호 역 - 모성그룹 회장. 강우, 장미의 아버지, 선호의 생부, 지유의 시아버지
- 이영범 : 변일구 역 - 모성그룹 비서실장, 장미의 남편. 미래의 아빠. 강우의 매형.
- 문희경 : 유장미 역 - 만호의 장녀, 강우의 누나. 선호의 이복누나. 지유의 시누이
- 하승리 : 변미래 역 (아역 : 제이니) - 일구와 장미의 딸. 강우의 조카.
- 손장우 : 유마음 역 - 지유와 강우 사이의 아들. 서린/순복의 양아들. 지찬의 조카

### 조력자들
- 최란 : 박복자 역 - 서린(순복)의 엄마
- 연운경 : 한남자 사장 역
- 민송아 : 정주리 역
- 육동일 : 최영섭 역

### 유만호 회장의 주변인물
- 김영배 : 고봉남 역
- 이주화 : 원주댁 역

### 모성그룹 직원들
- 현철호 : 박 팀장 역
- 정민혁 : 남 과장 역
- 이은주 : 여 대리 역
- 한민희 : 박소영 역
- 김형준 : 다니엘 리 역

### 그 외 인물
- 한성식
- 이규섭
- 이도아 : 김민주 역
- 이재욱 : 왕대표 역
- 김민좌 : 배미수 역
- 조선주 : 김 간호사 역
- 황정인
- 이정성
- 김덕현 : 박 변호사 역
- 김동석 : 조 박사 역
- 김태영
- 서진욱
- 민준현
- 김광인
- 홍승범
- 김현
- 박원빈
- 안명주
- 김재운 : 오 변호사 역

### 특별 출연
- 박철호 : 강경익 역 - 지유의 아버지, 금감원 국장
- 김서라 : 송현숙 역 - 지유의 어머니
- 이상숙 : 민애선 역 - 선호의 어머니, 유만호 회장의 본처
- 정재순 : 은미희 역 - 장미, 강우의 어머니, 유만호 회장의 후처

## 시청률
최저 시청률과 최고 시청률은 시청률 조사회사와 지역별로 시청률에 차이가 있을 수 있습니다.
| 2016년      | 2016년      | 2016년         | 2016년       | 2016년         | 2016년       |
| 회차        | 방송일      | TNmS 시청률    | TNmS 시청률  | AGB 시청률     | AGB 시청률   |
| 회차        | 방송일      | 대한민국(전국) | 서울(수도권) | 대한민국(전국) | 서울(수도권) |
| ----------- | ----------- | -------------- | ------------ | -------------- | ------------ |
| 제1회       | 6월 27일    | 15.5%          | 14.6%        | 14.1%          | 13.4%        |
| 제2회       | 6월 28일    | 13.2%          | 11.4%        | 12.5%          | 11.4%        |
| 제3회       | 6월 29일    | 13.1%          | 11.6%        | 12.5%          | 12.9%        |
| 제4회       | 6월 30일    | 13.9%          | 12.3%        | 13.3%          | 13.8%        |
| 제5회       | 7월 1일     | 16.3%          | 15.0%        | 15.2%          | 15.3%        |
| 제6회       | 7월 4일     | 15.1%          | 14.1%        | 15.5%          | 15.3%        |
| 제7회       | 7월 5일     | 16.1%          | 15.5%        | 15.3%          | 15.6%        |
| 제8회       | 7월 6일     | 14.8%          | 12.0%        | 15.2%          | 14.5%        |
| 제9회       | 7월 7일     | 15.8%          | 13.6%        | 14.7%          | 14.7%        |
| 제10회      | 7월 8일     | 15.0%          | 14.0%        | 14.3%          | 14.4%        |
| 제11회      | 7월 11일    | 17.7%          | 14.5%        | 16.7%          | 16.6%        |
| 제12회      | 7월 12일    | 16.1%          | 13.7%        | 15.0%          | 14.9%        |
| 제13회      | 7월 13일    | 16.0%          | 13.8%        | 15.5%          | 15.8%        |
| 제14회      | 7월 14일    | 15.2%          | 14.2%        | 14.7%          | 14.5%        |
| 제15회      | 7월 15일    | 16.7%          | 14.5%        | 16.2%          | 16.5%        |
| 제16회      | 7월 18일    | 16.2%          | 14.3%        | 15.1%          | 14.9%        |
| 제17회      | 7월 19일    | 17.8%          | 14.7%        | 15.8%          | 15.6%        |
| 제18회      | 7월 20일    | 17.3%          | 14.9%        | 15.4%          | 15.3%        |
| 제19회      | 7월 21일    | 17.4%          | 15.6%        | 16.0%          | 16.2%        |
| 제20회      | 7월 22일    | 17.6%          | 16.4%        | 15.2%          | 15.7%        |
| 제21회      | 7월 25일    | 15.2%          | 11.9%        | 15.6%          | 16.0%        |
| 제22회      | 7월 26일    | 17.9%          | 15.3%        | 15.1%          | 15.2%        |
| 제23회      | 7월 27일    | 16.8%          | 14.9%        | 15.7%          | 15.6%        |
| 제24회      | 7월 28일    | 17.8%          | 16.0%        | 15.7%          | 16.1%        |
| 제25회      | 7월 29일    | 16.1%          | 14.1%        | 15.6%          | 15.5%        |
| 제26회      | 8월 1일     | 18.2%          | 16.3%        | 15.4%          | 15.0%        |
| 제27회      | 8월 2일     | 19.7%          | 16.8%        | 17.3%          | 17.7%        |
| 제28회      | 8월 4일     | 16.7%          | 14.9%        | 14.8%          | 15.0%        |
| 제29회      | 8월 5일     | 18.2%          | 17.1%        | 16.6%          | 16.4%        |
| 제30회      | 8월 8일     | 16.9%          | 15.7%        | 15.7%          | 15.1%        |
| 제31회      | 8월 9일     | 18.1%          | 16.7%        | 14.9%          | 13.9%        |
| 제32회      | 8월 10일    | 16.7%          | 15.2%        | 15.1%          | 14.1%        |
| 제33회      | 8월 12일    | 16.5%          | 14.7%        | 15.5%          | 14.9%        |
| 제34회      | 8월 15일    | 15.9%          | 13.9%        | 14.2%          | 14.0%        |
| 제35회      | 8월 16일    | 14.1%          | 12.3%        | 11.8%          | 11.9%        |
| 제36회      | 8월 17일    | 19.2%          | 16.6%        | 15.8%          | 15.5%        |
| 제37회      | 8월 18일    | 15.8%          | 13.2%        | 13.6%          | 13.7%        |
| 제38회      | 8월 19일    | 17.9%          | 15.7%        | 16.6%          | 16.4%        |
| 제39회      | 8월 22일    | 18.4%          | 15.7%        | 16.4%          | 15.6%        |
| 제40회      | 8월 23일    | 19.5%          | 17.1%        | 15.0%          | 16.7%        |
| 제41회      | 8월 24일    | 17.7%          | 14.6%        | 15.8%          | 15.2%        |
| 제42회      | 8월 25일    | 19.7%          | 18.3%        | 16.6%          | 16.8%        |
| 제43회      | 8월 26일    | 18.7%          | 15.8%        | 17.6%          | 16.6%        |
| 제44회      | 8월 29일    | 19.0%          | 16.4%        | 17.5%          | 17.8%        |
| 제45회      | 8월 30일    | 19.7%          | 16.2%        | 18.3%          | 16.9%        |
| 제46회      | 8월 31일    | 21.4%          | 18.4%        | 18.1%          | 18.0%        |
| 제47회      | 9월 1일     | 20.2%          | 17.6%        | 18.1%          | 17.6%        |
| 제48회      | 9월 2일     | 21.5%          | 18.1%        | 18.9%          | 17.6%        |
| 제49회      | 9월 5일     | 20.8%          | 17.8%        | 18.5%          | 17.4%        |
| 제50회      | 9월 6일     | 20.8%          | 18.2%        | 18.6%          | 17.5%        |
| 제51회      | 9월 7일     | 20.8%          | 18.6%        | 18.0%          | 16.9%        |
| 제52회      | 9월 8일     | 18.7%          | 16.4%        | 18.2%          | 17.4%        |
| 제53회      | 9월 9일     | 20.2%          | 16.7%        | 18.3%          | 16.7%        |
| 제54회      | 9월 12일    | 19.4%          | 16.6%        | 17.9%          | 17.5%        |
| 제55회      | 9월 13일    | 19.0%          | 16.3%        | 18.6%          | 18.4%        |
| 제56회      | 9월 14일    | 14.1%          | 13.0%        | 12.3%          | 11.5%        |
| 제57회      | 9월 15일    | 6.4%           | 6.9%         | 6.1%           | 6.6%         |
| 제58회      | 9월 15일    | 15.9%          | 14.0%        | 14.5%          | 13.9%        |
| 제59회      | 9월 19일    | 21.5%          | 18.3%        | 19.1%          | 18.5%        |
| 제60회      | 9월 20일    | 22.8%          | 19.4%        | 19.6%          | 18.5%        |
| 제61회      | 9월 21일    | 20.8%          | 18.5%        | 18.6%          | 17.2%        |
| 제62회      | 9월 22일    | 22.0%          | 19.2%        | 19.5%          | 19.1%        |
| 제63회      | 9월 26일    | 22.3%          | 19.1%        | 20.1%          | 19.5%        |
| 제64회      | 9월 27일    | 24.3%          | 21.0%        | 21.0%          | 20.3%        |
| 제65회      | 9월 28일    | 23.7%          | 20.4%        | 19.7%          | 18.6%        |
| 제66회      | 9월 29일    | 23.9%          | 20.7%        | 21.1%          | 19.6%        |
| 제67회      | 9월 30일    | 22.1%          | 18.9%        | 19.5%          | 18.5%        |
| 제68회      | 10월 3일    | 23.5%          | 20.0%        | 22.3%          | 21.0%        |
| 제69회      | 10월 4일    | 25.1%          | 22.0%        | 22.7%          | 21.2%        |
| 제70회      | 10월 5일    | 22.6%          | 18.8%        | 21.0%          | 19.2%        |
| 제71회      | 10월 6일    | 22.4%          | 19.4%        | 19.4%          | 18.5%        |
| 제72회      | 10월 7일    | 23.9%          | 20.5%        | 21.3%          | 19.9%        |
| 제73회      | 10월 10일   | 22.2%          | 18.8%        | 18.6%          | 17.7%        |
| 제74회      | 10월 11일   | 23.1%          | 20.0%        | 19.4%          | 18.4%        |
| 제75회      | 10월 12일   | 22.5%          | 21.3%        | 19.0%          | 17.3%        |
| 제76회      | 10월 14일   | 19.2%          | 16.6%        | 17.1%          | 16.9%        |
| 제77회      | 10월 17일   | 21.1%          | 19.1%        | 18.2%          | 17.3%        |
| 제78회      | 10월 18일   | 22.2%          | 18.8%        | 19.8%          | 18.8%        |
| 제79회      | 10월 19일   | 21.5%          | 17.7%        | 18.2%          | 17.3%        |
| 제80회      | 10월 20일   | 21.0%          | 19.2%        | 18.1%          | 17.1%        |
| 제81회      | 10월 21일   | 20.6%          | 18.8%        | 17.1%          | 15.8%        |
| 제82회      | 10월 24일   | 22.4%          | 20.4%        | 19.6%          | 19.0%        |
| 제83회      | 10월 25일   | 21.5%          | 18.3%        | 18.0%          | 17.1%        |
| 제84회      | 10월 26일   | 21.9%          | 19.7%        | 19.3%          | 17.8%        |
| 제85회      | 10월 27일   | 21.5%          | 18.5%        | 18.8%          | 17.3%        |
| 제86회      | 10월 28일   | 22.1%          | 19.3%        | 18.6%          | 17.7%        |
| 제87회      | 10월 31일   | 22.2%          | 19.1%        | 19.6%          | 18.7%        |
| 제88회      | 11월 1일    | 21.8%          | 18.6%        | 18.7%          | 17.6%        |
| 제89회      | 11월 3일    | 22.3%          | 19.2%        | 18.4%          | 17.4%        |
| 제90회      | 11월 4일    | 20.3%          | 17.7%        | 17.6%          | 16.2%        |
| 제91회      | 11월 7일    | 22.3%          | 18.6%        | 19.9%          | 19.6%        |
| 제92회      | 11월 8일    | 23.3%          | 20.1%        | 21.4%          | 20.8%        |
| 제93회      | 11월 9일    | 22.3%          | 19.4%        | 20.0%          | 18.6%        |
| 제94회      | 11월 10일   | 22.1%          | 19.4%        | 19.4%          | 18.1%        |
| 제95회      | 11월 14일   | 22.3%          | 19.1%        | 19.1%          | 18.0%        |
| 제96회      | 11월 15일   | 22.8%          | 19.6%        | 19.7%          | 18.3%        |
| 제97회      | 11월 16일   | 22.5%          | 20.1%        | 18.7%          | 17.4%        |
| 제98회      | 11월 17일   | 23.3%          | 20.1%        | 19.8%          | 18.9%        |
| 제99회      | 11월 18일   | 22.8%          | 20.1%        | 18.9%          | 18.0%        |
| 제100회     | 11월 21일   | 22.5%          | 19.6%        | 18.1%          | 17.0%        |
| 제101회     | 11월 22일   | 24.2%          | 22.1%        | 20.3%          | 19.5%        |
| 제102회     | 11월 23일   | 21.9%          | 19.2%        | 20.4%          | 19.3%        |
| 제103회     | 11월 24일   | 24.1%          | 21.6%        | 20.1%          | 19.3%        |
| 제104회     | 11월 25일   | 22.9%          | 20.0%        | 20.4%          | 19.7%        |
| 평균 시청률 | 평균 시청률 | 19.5%          | 17.1%        | 17.3%          | 16.8%        |

## 결방 사유 및 연속 방송 및 연장
- 2016년 8월 3일 : 여름방학특선영화 명랑 방송으로 인해 결방.[3]
- 2016년 8월 11일 : 리우 올림픽 중계방송으로 인해 결방.
- 2016년 9월 15일 : 저녁 7시부터 2회 연속방송 (57회, 58회)
- 2016년 9월 16일 : 추석특집 노래싸움 - 승부 방송으로 인해 결방.
- 2016년 9월 23일 : KBS 스포츠 2016년 KBO 리그 KIA 타이거즈 VS NC 다이노스 중계방송으로 인해 결방.
- 2016년 10월 13일 : KBS 스포츠 2016년 KBO 리그 준플레이오프 1차전 LG 트윈스 VS 넥센 히어로즈 중계방송으로 인해 결방.[4]
- 2016년 11월 2일 : KBS 스포츠 2016년 한국시리즈 4차전 두산 베어스 VS NC 다이노스 중계방송으로 인해 결방.
- 2016년 11월 4일 : 여자의 비밀 방영 분량이 100부작에서 4회 연장되어 104부작으로 변경 및 확정되었다.[5]
- 2016년 11월 11일 : 2016 축구 국가대표팀 친선경기 대한민국 VS 캐나다 중계방송으로 인해 결방.

## 수상 경력
- 2016년 KBS 연기대상 일일극 부문 남자 우수상 오민석
- 2016년 KBS 연기대상 일일극 부문 여자 우수상 소이현

## 참고 사항
- 등장 인물이 욕망을 채우기 위해 신분세탁, 비자금 조성, 사기 결혼, 영아 유기 등을 한다는 내용을 다뤄[6] 방송통신심의위원회(이하 '방통심의위')로부터 '주의' 조치를 받았다.
- 자극적인 내용과 과도한 간접 광고로 방통심의위로부터 '주의' 조치를 받기도 했다.[7]

## 트리비아
- 송기윤은 해당 드라마를 마지막 작품으로써 어언 43년간 남짓의 배우 생활을 모두 전격적으로 은퇴 선언하였다.